# ベースボール・チャレンジ・リーグ個人タイトル獲得者一覧
ベースボール・チャレンジ・リーグ個人タイトル獲得者一覧は、プロ野球独立リーグ、ベースボール・チャレンジ・リーグ及びその前身の北信越BCリーグで個人タイトルを獲得した選手の一覧である。
※球団名の略称で、2019年までの「武蔵」と2020年以降の「埼玉」は同一球団。

## 野手タイトル
| 年度 | 年度 | 首位打者                          | 首位打者 | 最多本塁打                                           | 最多本塁打 | 最多打点                            | 最多打点 | 最多盗塁                        | 最多盗塁 |
| ---- | ---- | --------------------------------- | -------- | ---------------------------------------------------- | ---------- | ----------------------------------- | -------- | ------------------------------- | -------- |
| 2007 | 2007 | 野原祐也（富山）                  | .412     | 野原祐也（富山）                                     | 14         | 井野口祐介（富山）                  | 79       | 内村賢介（石川）                | 31       |
| 2008 | 2008 | 山田憲（群馬）                    | .384     | 青木智史（新潟）                                     | 12         | 丹羽良太（群馬） 井野口祐介（群馬） | 47       | 遠藤靖浩（群馬）                | 25       |
| 2009 | 2009 | 竜太郎（信濃）                    | .355     | 青木智史（新潟）                                     | 16         | 青木智史（新潟）                    | 51       | 青木清隆（群馬）                | 26       |
| 2010 | 2010 | 大谷尚徳（群馬）                  | .386     | カラバイヨ（群馬）                                   | 15         | 本間満（石川）                      | 51       | 戸田衛（石川）                  | 47       |
| 2011 | 2011 | 稲葉大樹（新潟）                  | .370     | ペレス（信濃）                                       | 12         | 福岡良州（新潟）                    | 48       | 新井伸太郎（群馬）              | 22       |
| 2012 | 2012 | 有澤渉（富山）                    | .350     | 大平成一（信濃）                                     | 9          | 平野進也（新潟）                    | 61       | 野呂大樹（新潟）                | 37       |
| 2013 | 2013 | デニング（新潟）                  | .370     | カラバイヨ（群馬）                                   | 24         | カラバイヨ（群馬）                  | 63       | 野原祐也（富山）                | 36       |
| 2014 | 2014 | カラバイヨ（群馬）                | .396     | カラバイヨ（群馬）                                   | 33         | カラバイヨ（群馬）                  | 87       | 野呂大樹（新潟）                | 33       |
| 2015 | 2015 | 平野進也（新潟）                  | .362     | レイエス（信濃）                                     | 13         | 野原祐也（富山）                    | 55       | 野呂大樹（新潟）                | 45       |
| 2016 | 2016 | 森田克也（信濃）                  | .355     | カラバイヨ（群馬）                                   | 20         | カラバイヨ（群馬）                  | 60       | 森亮太（福井）                  | 40       |
| 2017 | 2017 | 井野口祐介（群馬）                | .387     | カラバイヨ（群馬）                                   | 32         | ジョニー（富山）                    | 82       | 森亮太（福井）                  | 41       |
| 2018 | 2018 | 岸本竜之輔（福島）                | .393     | カラバイヨ（群馬）                                   | 27         | カラバイヨ（群馬）                  | 86       | 菊地悠人（新潟） 神谷塁（石川） | 35       |
| 2019 | 2019 | 鹿沼柊汰（群馬）                  | .377     | ポロ（群馬）                                         | 25         | ポロ（群馬）                        | 79       | 神谷塁（石川）                  | 43       |
| 2020 | 東   | 齋藤尊志（栃木） ルーカス（栃木） | .352     | 内山翔太（栃木）                                     | 13         | ルーカス（栃木）                    | 51       | 内山翔太（栃木）                | 27       |
| 2020 | 中   | 速水隆成（群馬）                  | .393     | ウレーニャ（信濃）                                   | 14         | ウレーニャ（信濃）                  | 60       | 岩田幸宏（信濃）                | 23       |
| 2020 | 西   | ナッシュ（富山）                  | .382     | ナッシュ（富山）                                     | 13         | ナッシュ（富山）                    | 47       | 澤端侑（福井）                  | 32       |
| 2021 | 東   | 片山博視（埼玉）                  | .361     | 山中尭之（茨城）                                     | 11         | フェルナンド（埼玉）                | 50       | 大堀泰世（埼玉）                | 44       |
| 2021 | 中   | 奥村光一（群馬）                  | .372     | 速水隆成（群馬）                                     | 12         | 速水隆成（群馬）                    | 73       | 岩田幸宏（信濃）                | 29       |
| 2021 | 西   | 中村和希（福井）                  | .346     | ロイ鈴木（富山）                                     | 9          | 小笠原康仁（滋賀）                  | 57       | 池田陵太（滋賀）                | 48       |
| 2022 | 北   | 小池智也（新潟）                  | .364     | 新山進也（群馬） 有間裕亮（群馬）                    | 8          | 小池智也（新潟）                    | 47       | 阿部一心（新潟）                | 35       |
| 2022 | 南   | 内山竣（茨城）                    | .350     | 土田佳武（茨城） 石川慧亮（栃木）                    | 9          | 土田佳武（茨城）                    | 49       | 安田寿明（茨城）                | 37       |
| 2023 | 北   | 佐藤優悟（福島）                  | .388     | 大泉周也（福島）                                     | 16         | 大川陽大（信濃）                    | 60       | 奥村光一（群馬）                | 33       |
| 2023 | 南   | 土田佳武（茨城）                  | .349     | 葭葉幸二郎（栃木） 阪口竜暉（埼玉） 片山博視（埼玉） | 9          | 石垣杜心（茨城） 石川慧亮（栃木）   | 54       | 尾田剛樹（栃木）                | 32       |
| 2024 | 2024 | 佐藤優悟（福島）                  | .401     | ジェス（信濃）                                       | 13         | 石川慧亮（栃木）                    | 51       | 南出侑亮（群馬）                | 26       |

※2020年度は新型コロナウイルス感染拡大防止のため、3地区に分かれた上でシーズン中は他地区との試合を行わなかったことも背景に、地区ごとの個人タイトルを発表した。2021年度は東地区と中地区は交流戦を実施したが、地区別表彰は踏襲された。2021年度のリーグ個人最多本塁打はナッシュ（富山→神奈川）の13本だが、地区をまたいだ移籍での合計のため、地区別の本数では表彰対象とはならなかった。2022年度と2023年度も表彰は地区別が継続した。2024年度は初年度以来の全チーム一地区での開催となり、表彰も一本化された。

## 投手タイトル
| 年度 | 年度 | 最優秀防御率         | 最優秀防御率 | 最多勝利                          | 最多勝利 | 最多セーブ                        | 最多セーブ | 最多奪三振         | 最多奪三振 |
| ---- | ---- | -------------------- | ------------ | --------------------------------- | -------- | --------------------------------- | ---------- | ------------------ | ---------- |
| 2007 | 2007 | 佐藤広樹（信濃）     | 2.30         | 蛇澤敦（石川）                    | 15       | 高田泰史（石川）                  | 16         | 蛇澤敦（石川）     | 120        |
| 2008 | 2008 | 小山内大和（富山）   | 1.42         | 小山内大和（富山） 南和彰（石川） | 15       | 越川昌和（群馬）                  | 10         | 柳川洋平（福井）   | 169        |
| 2009 | 2009 | 堤雅貴（群馬）       | 1.55         | 南和彰（石川）                    | 17       | 萩原淳由（富山）                  | 9          | 前田祐二（福井）   | 152        |
| 2010 | 2010 | 佐藤広樹（石川）     | 1.97         | 藤井宏海（福井）                  | 16       | 越川昌和（群馬）                  | 13         | 藤井宏海（福井）   | 162        |
| 2011 | 2011 | 間曽晃平（新潟）     | 1.65         | 南和彰（石川）                    | 12       | 高津臣吾（新潟）                  | 16         | 南和彰（石川）     | 140        |
| 2012 | 2012 | 篠田朗樹（信濃）     | 1.25         | 寺田哲也（新潟）                  | 14       | 篠田朗樹（信濃）                  | 18         | 寺田哲也（新潟）   | 145        |
| 2013 | 2013 | 寺田哲也（新潟）     | 1.35         | 寺田哲也（新潟）                  | 15       | 篠田朗樹（信濃）                  | 19         | 山崎正貴（福井）   | 115        |
| 2014 | 2014 | 田村勇磨（新潟）     | 1.44         | 間曽晃平（新潟）                  | 13       | 羽豆恭（新潟）                    | 14         | 藤井宏海（福井）   | 146        |
| 2015 | 2015 | 中西啓太（新潟）     | 1.60         | 間曽晃平（新潟）                  | 13       | 三ツ間卓也（武蔵）                | 20         | シール（石川）     | 113        |
| 2016 | 2016 | 佐藤康平（富山）     | 1.71         | 安江嘉純（石川）                  | 16       | 堤雅貴（群馬）                    | 21         | 安江嘉純（石川）   | 131        |
| 2017 | 2017 | 渡邉雄大（新潟）     | 1.29         | 伊藤拓郎（群馬） 樫尾亮磨（信濃） | 13       | 山﨑悠生（信濃）                  | 21         | 伊藤拓郎（群馬）   | 123        |
| 2018 | 2018 | ビスカヤ（福島）     | 2.04         | トーレス（群馬）                  | 15       | 齋藤英輔（信濃）                  | 13         | トーレス（群馬）   | 190        |
| 2019 | 2019 | 田代大輝（群馬）     | 1.77         | 青栁正輝（群馬）                  | 15       | 矢鋪翼（石川）                    | 13         | トーレス（群馬）   | 171        |
| 2020 | 東   | 手塚俊二（栃木）     | 2.23         | 比嘉大智（栃木）                  | 12       | 伊藤克（神奈川）                  | 6          | 乾真大（神奈川）   | 72         |
| 2020 | 中   | 鈴木駿輔（福島）     | 1.58         | 鈴木駿輔（福島）                  | 10       | 前川哲（新潟）                    | 11         | 鈴木駿輔（福島）   | 98         |
| 2020 | 西   | 濵田俊之（福井）     | 1.48         | 濵田俊之（福井）                  | 10       | 高橋康二（福井）                  | 10         | 山本雅士（富山）   | 92         |
| 2021 | 東   | 乾真大（神奈川）     | 2.54         | 由規（埼玉）                      | 8        | 利光康介（埼玉）                  | 17         | 山本雅士（神奈川） | 69         |
| 2021 | 中   | クインティン（信濃） | 2.57         | 青栁正輝（群馬）                  | 10       | 田代大輝（群馬）                  | 11         | 佐渡俊太（信濃）   | 88         |
| 2021 | 西   | 渡邉潤（富山）       | 2.24         | 菅原誠也（滋賀） 吉村大佑（滋賀） | 12       | 菅谷潤哉（滋賀） 石川文哉（石川） | 8          | 菅原誠也（滋賀）   | 158        |
| 2022 | 北   | 鈴木駿輔（信濃）     | 1.76         | 鈴木駿輔（信濃）                  | 11       | 吉田一将（新潟）                  | 13         | 鈴木駿輔（信濃）   | 94         |
| 2022 | 南   | 小野寺賢人（埼玉）   | 1.65         | 二宮衣沙貴（茨城）                | 10       | 森祐樹（茨城）                    | 16         | 乾真大（神奈川）   | 96         |
| 2023 | 北   | 福井優也（福島）     | 2.28         | 牧野憲伸（信濃）                  | 12       | 上村知輝（新潟） 足立真彦（信濃） | 14         | 鈴木駿輔（信濃）   | 113        |
| 2023 | 南   | 根岸涼（茨城）       | 2.18         | 小野寺賢人（埼玉）                | 10       | 入江空（栃木）                    | 11         | 小野寺賢人（埼玉） | 114        |
| 2024 | 2024 | 大宅健介（埼玉）     | 2.34         | 安里海（神奈川）                  | 11       | 荻野恭大（群馬）                  | 13         | 安里海（神奈川）   | 113        |

※2020年度は新型コロナウイルス感染拡大防止のため、3地区に分かれた上でシーズン中は他地区との試合を行わなかったことも背景に、地区ごとの個人タイトルを発表した。2021年度は東地区と中地区は交流戦を実施したが、地区別表彰は踏襲された。2022年と2023年度も表彰は地区別が継続した。2024年度は初年度以来の全チーム一地区での開催となり、表彰も一本化された。

## ベストナイン
| 年度 | 投手                | 捕手              | 一塁手              | 二塁手              | 三塁手              | 遊撃手            | 外野手              | 外野手              | 外野手              | 指名打者            |
| ---- | ------------------- | ----------------- | ------------------- | ------------------- | ------------------- | ----------------- | ------------------- | ------------------- | ------------------- | ------------------- |
| 2008 | 小山内大和 （富山） | 深澤季生 （石川） | 町田一也 （富山）   | 青木清隆 （群馬）   | 稲葉大樹 （新潟）   | 山田憲 （群馬）   | 青木智史 （新潟）   | 野原祐也 （富山）   | 井野口祐介 （群馬） | 竜太郎 （信濃）     |
| 2009 | 堤雅貴 （群馬）     | 川村修司 （群馬） | 敬洋 （石川）       | 青木清隆 （群馬）   | 楠本大樹 （石川）   | 下島孝之 （富山） | 井野口祐介 （群馬） | 青木智史 （新潟）   | 坂元洋平 （福井）   | 竜太郎 （信濃）     |
| 2010 | 藤井宏海 （福井）   | 織田一生 （福井） | 成瀬友登 （富山）   | 本間満 （石川）     | 山田憲 （群馬）     | 戸田衛 （石川）   | フミヒサ （信濃）   | 恭史 （富山）       | 北田亘 （福井）     | 青木智史 （新潟）   |
| 2011 | 南和彰 （石川）     | 聖哉 （群馬）     | 謝敷正吾 （石川）   | 楠本大樹 （石川）   | 稲葉大樹 （新潟）   | 戸田衛 （石川）   | フミヒサ （信濃）   | 今村亮太 （信濃）   | 駒井昌之 （富山）   | 島袋涼平 （富山）   |
| 2012 | 寺田哲也 （新潟）   | 平野進也 （新潟） | 大平成一 （信濃）   | 大城祐二 （福井）   | 謝敷正吾 （石川）   | 佑紀 （新潟）     | 福岡良州 （新潟）   | 野呂大樹 （新潟）   | 有澤渉 （富山）     | 青木智史 （新潟）   |
| 2013 | 寺田哲也 （新潟）   | 平野進也 （新潟） | 荒井勇介 （新潟）   | 足立尚也 （新潟）   | 稲葉大樹 （新潟）   | 池田卓 （新潟）   | 福岡良州 （新潟）   | 野原祐也 （富山）   | 富永裕也 （石川）   | カラバイヨ （群馬） |
| 2014 | 田村勇磨 （新潟）   | 平野進也 （新潟） | 大平成一 （信濃）   | 岡野勝利 （富山）   | 稲葉大樹 （新潟）   | 西本泰承 （群馬） | 安田権守 （群馬）   | 井野口祐介 （群馬） | カラバイヨ （群馬） | 島袋涼平 （石川）   |
| 2015 | 間曽晃平 （新潟）   | 平野進也 （新潟） | ジョニー （福井）   | 角晃多 （武蔵）     | 森岡大和 （群馬）   | 岡下大将 （福島） | 野呂大樹 （新潟）   | 野原祐也 （富山）   | 貴規 （福島）       | 大松陽平 （福井）   |
| 2016 | 安江嘉純 （石川）   | 八木健史 （群馬） | カラバイヨ （群馬） | 仁藤敬太 （石川）   | シリアコ （石川）   | 岡下大将 （福島） | 井野口祐介 （群馬） | 森田克也 （信濃）   | 大久保裕貴 （富山） | 島袋涼平 （信濃）   |
| 2017 | 伊藤拓郎 （群馬）   | 柴田悠介 （信濃） | カラバイヨ （群馬） | 稲葉大樹 （新潟）   | 纐纈英騎 （新潟）   | 河本光平 （富山） | 井野口祐介 （群馬） | 河田直人 （富山）   | 宮澤和希 （石川）   | ペゲロ （富山）     |
| 2018 | 乾真大 （富山）     | 片山雄哉 （福井） | 清田亮一 （福井）   | 岸本竜之輔 （福島） | 村田修一 （栃木）   | 青木颯 （群馬）   | 関口寛己 （武蔵）   | 井野口祐介 （群馬） | 菊地悠人 （新潟）   | カラバイヨ （群馬） |
| 2019 | 青栁正輝 （群馬）   | 速水隆成 （群馬） | ルーカス （栃木）   | 樋口龍之介 （新潟） | 纐纈英騎 （滋賀）   | 青木颯 （群馬）   | 鹿沼柊汰 （群馬）   | ポロ （群馬）       | 荒谷勇己 （石川）   | 金源石 （福島）     |
| 2020 | 鈴木駿輔 （福島）   | 松井聖 （信濃）   | ウレーニャ （信濃） | 菊名裕貴 （福島）   | 赤羽由紘 （信濃）   | 内山翔太 （栃木） | 牧田龍輝 （神奈川） | 松村誠矢 （富山）   | 若松聖覇 （栃木）   | ナッシュ （富山）   |
| 2021 | 田代大輝 （群馬）   | 谷口佳祐 （富山） | 片山博視 （埼玉）   | 菊名裕貴 （福島）   | 新井仁盛 （信濃）   | 青木颯 （神奈川） | 金城義 （埼玉）     | 大堀泰世 （埼玉）   | 岩田幸宏 （信濃）   | 小笠原康仁 （滋賀） |
| 2022 | 小野寺賢人 （埼玉） | 田島光祐 （信濃） | 宇佐美真太 （信濃） | 上田政宗 （茨城）   | 小西慶治 （信濃）   | 金子功児 （埼玉） | 内山竣 （茨城）     | 藤原大智 （新潟）   | 大川陽大 （信濃）   | 安田寿明 （茨城）   |
| 2023 | 牧野憲伸 （信濃）   | 町田隼乙 （埼玉） | 石垣杜心 （茨城）   | 柿崎颯馬 （神奈川） | 石川慧亮 （栃木）   | 永澤蓮士 （信濃） | 奥村光一 （群馬）   | 篠田大聖 （新潟）   | 尾田剛樹 （栃木）   | 大泉周也 （福島）   |
| 2024 | 安里海 （神奈川）   | 町田隼乙 （埼玉） | 熊谷凌 （神奈川）   | 濱田祐太 （群馬）   | 小林幸之助 （群馬） | 武蔵 （栃木）     | 佐藤優悟 （福島）   | 石川慧亮 （栃木）   | 馬場愛己 （信濃）   | 柿崎颯馬 （神奈川） |

※2007年度シーズンはベストナインの選出はなし。

## MVP
| 年 度 | シーズンMVP            | シーズンMVP        | 前期リーグMVP      | 前期リーグMVP      | 後期リーグMVP              | 後期リーグMVP      |
| 年 度 | 投手部門               | 野手部門           | 投手部門           | 野手部門           | 投手部門                   | 野手部門           |
| ----- | ---------------------- | ------------------ | ------------------ | ------------------ | -------------------------- | ------------------ |
| 2007  | 蛇澤敦（石川）         | 野原祐也（富山）   | ----               | ----               | ----                       | ----               |
| 2008  | 小山内大和（富山）     | 野原祐也（富山）   | 小山内大和（富山） | 青木智史（新潟）   | 小園司（富山）             | 山田憲（群馬）     |
| 2009  | 堤雅貴（群馬）         | 井野口祐介（群馬） | 南和彰（石川）     | 青木智史（新潟）   | 堤雅貴（群馬）             | 井野口祐介（群馬） |
| 2010  | 藤井宏海（福井）       | 戸田衛（石川）     | 藤井宏海（福井）   | カラバイヨ（群馬） | キム・ジョンファン（群馬） | 織田一生（福井）   |
| 2011  | 南和彰（石川）         | 稲葉大樹（新潟）   | 日名田城宏（富山） | 駒井昌之（富山）   | 南和彰（石川）             | 稲葉大樹（新潟）   |
| 2012  | 寺田哲也（新潟）       | 平野進也（新潟）   | 阿部拳斗（新潟）   | 稲葉大樹（新潟）   | 寺田哲也（新潟）           | 平野進也（新潟）   |
| 2013  | 寺田哲也（新潟）       | カラバイヨ（群馬） | 寺田哲也（新潟）   | カラバイヨ（群馬） | 寺田哲也（新潟）           | 稲葉大樹（新潟）   |
| 2014  | 間曽晃平（新潟）       | カラバイヨ（群馬） | ループ（石川）     | カラバイヨ（群馬） | 田村勇磨（新潟）           | 島袋涼平（石川）   |
| 2015  | 間曽晃平（新潟）       | 平野進也（新潟）   | 間曽晃平（新潟）   | 平野進也（新潟）   | 佐藤康平（富山）           | 野原祐也（富山）   |
| 2016  | 安江嘉純（石川）       | カラバイヨ（群馬） | 寺田光輝（石川）   | シリアコ（石川）   | 安江嘉純（石川）           | カラバイヨ（群馬） |
| 2017  | 高井ジュリアン（信濃） | カラバイヨ（群馬） | 濵田俊之（福井）   | カラバイヨ（群馬） | トーレス（群馬）           | 井野口祐介（群馬） |
| 2018  | トーレス（群馬）       | カラバイヨ（群馬） | 高橋元気（福島）   | 関口寛己（武蔵）   | トーレス（群馬）           | カラバイヨ（群馬） |
| 2019  | 若松駿太（栃木）       | ポロ（群馬）       | 青栁正輝（群馬）   | ポロ（群馬）       | 若松駿太（栃木）           | 樋口龍之介（新潟） |
| 2020  | 濵田俊之（福井）       | 速水隆成（群馬）   | ----               | ----               | ----                       | ----               |
| 2021  | 菅原誠也（滋賀）       | 速水隆成（群馬）   | ----               | ----               | ----                       | ----               |
| 2022  | 鈴木駿輔（信濃）       | 小池智也（新潟）   | ----               | ----               | ----                       | ----               |
| 2023  | 小野寺賢人（埼玉）     | 大川陽大（信濃）   | ----               | ----               | ----                       | ----               |
| 2024  | 安里海（神奈川）       | 武蔵（栃木）       | ----               | ----               | ----                       | ----               |

※2007年度は1シーズン制のため前期リーグ・後期リーグのMVPはなく、シーズン終了後にシーズンMVPと合わせてシーズン敢闘賞（高田泰史（投手部門、石川）、井野口祐介（野手部門、富山））が選出された。
※2020年度新型コロナウイルスの流行による開幕延期のため、1シーズン制になり、前期リーグ・後期リーグのMVPはなくなる。2021年度以降も1シーズン制が継続している。